# Coracomyia crassicornis
Coracomyia crassicornis är en tvåvingeart som beskrevs av Aldrich 1934. Coracomyia crassicornis ingår i släktet Coracomyia och familjen parasitflugor. Inga underarter finns listade i Catalogue of Life.